# 劉邠
刘邠（？—？），字令元，豫州沛国相县（治今安徽省淮北市濉溪县西北十五公里）人，三国时曹魏学者。刘邠本名刘炎，犯司马炎讳，改为刘邠。

## 生平
刘邠喜好《易经》，与当时名术士管辂关系很好。官至平原太守、太子僕等。平原太守刘邠取来装印章的袋子和山鸡毛放在器具里，请管辂占卜。管辂认为汉末丧乱，多有怪异的物体出现。刘邠道德高尚，自有上天护佑。

## 家庭

### 妻
- 武氏，武周女。[2]

### 子女
- 劉粹，字純嘏，西晉侍中、南中郎將。
- 劉宏，字終嘏，西晉秘書監、光禄勋[3]。
- 劉漠[4][5]，字仲嘏，一作沖嘏，西晉襄州刺史、吏部尚書[6]。

### 孫
- 劉咸，劉宏子，東晉徐州刺史。
- 劉耽，劉宏子，東晉晉陵内史。刘惔之父。